# Fusillade du 21 août 2024 à Sanski Most
Le 21 août 2024, une fusillade a eu lieu dans une école du gymnase de Sanski Most en Bosnie-Herzégovine. Le concierge de l'école, Mehemed Vukalić, 62 ans, a ouvert le feu sur trois employés de l'école avec un fusil automatique. Après la fusillade, il a tenté de se suicider, mais n'a pas succombé et a été capturé et placé en garde à vue.

## Arrière-plan
Le trafic d'armes légères et d'armes de petit calibre est fréquent dans les Balkans depuis les guerres de Yougoslavie. Selon une étude de 2010 réalisée par le Programme des Nations Unies pour le développement, environ 750 000 armes étaient détenues illégalement en Bosnie-Herzégovine pour une population estimée à environ 3 millions de personnes. Les fusillades de masse sont relativement rares dans les Balkans, mais elles ont récemment connu une légère augmentation, notamment avec la fusillade de Daruvar en Croatie voisine, ainsi que celles de Mladenovac et de Smederevo et la fusillade dans une école de Belgrade, toutes deux en Serbie voisine.
Certains employés de l'école ont signalé que le suspect avait eu des conflits avec la direction de l'école et souffrait de trouble de stress post-traumatique après avoir servi au sein de l'armée bosniaque pendant la guerre de Bosnie.

## Fusillade
Aux alentours de 10h15 le 21 août 2024, le concierge de l'école, Mehemed Vukalić, 62 ans, a ouvert le feu sur des employés avec un fusil automatique, tuant trois personnes, avant de tenter de se suicider en se tirant une balle dans la poitrine. Il a survécu à sa blessure auto-infligée et a été placé en garde à vue.

### Victimes
Les victimes décédées ont été identifiées comme :
- Nijaz Halilović, directeur de l'école
- Gordana Midžan, professeur d'anglais
- Nisveta Kljunić, secrétaire

## Conséquences
Un jour après la fusillade, Vukalić était dans un état stable après avoir subi une intervention chirurgicale.
Une période de deuil de trois jours a été déclarée à Sanski Most en raison de la fusillade.
En décembre 2024, Mehemed Vukalić a plaidé coupable de trois chefs d'accusation de meurtre et d'un chef d'accusation de possession illégale d'armes. Son procès est en cours en juin 2025.